# Milton Clevedon
Milton Clevedon is een civil parish in het bestuurlijke gebied Mendip, in het Engelse graafschap Somerset met 89 inwoners.